# Seznam skladeb Antona Brucknera
Seznam skladeb Antona Brucknera
Úplný katalog skladeb Antona Brucknera (WAB) vydala rakouská muzikoložka Renate Grasbergerová v roce 1977. Jednotlivá díla jsou tříděna do tematických skupin a uvnitř skupin řazena abecedně. Ztracené skladby jsou uvedeny na konci příslušných skupin.

## Seznam skladeb

### Duchovní hudba vokální (WAB 1–54)
- WAB 1 – Afferentur regi
- WAB 2 – Am Grabe
- WAB 3 – Asperges me (1. äolisch, 2. F-Dur)
- WAB 4 – Asperges me, F-Dur
- WAB 5 – Ave Maria, 1856
- WAB 6 – Ave Maria, 1861
- WAB 7 – Ave Maria, 1882
- WAB 8 – Ave regina coelorum
- WAB 9 – Christus factus est, 1844
- WAB 10 – Christus factus est, um 1879
- WAB 11 – Christus factus est, 1884
- WAB 12 – Dir, Herr, dir will ich mich ergeben
- WAB 13 – Ecce sacerdos
- WAB 14 – Entsagen
- WAB 15 – Festgesang
- WAB 16 – Festkantate
- WAB 17 – In jener letzten der Nächte
- WAB 18 – In Sanctum Angelum custodem
- WAB 19 – Inveni David, 1868
- WAB 20 – Inveni David, 1879
- WAB 21 – Libera me, Domine, 1843
- WAB 22 – Libera me, Domine, 1854
- WAB 23 – Locus iste
- WAB 24 – Magnificat (Bruckner)|Magnificat
- WAB 25 – Windhaager Messe (Messe in C-Dur), um 1842
- WAB 26 – Messe Nr. 1 in d-Moll
- WAB 27 – Messe Nr. 2 in e-Moll
- WAB 28 – Messe Nr. 3 in f-Moll
- WAB 29 – Missa solemnis in B
- WAB 30 – Os justi
- WAB 31 – Pange lingua
- WAB 32 – Pange lingua (Tantum ergo)
- WAB 33 – Pange lingua et Tantum ergo
- WAB 34 – Psalm 22
- WAB 35 – Psalm 112
- WAB 36 – Psalm 114
- WAB 37 – Psalm 146
- WAB 38 – Psalm 150
- WAB 39 – Requiem
- WAB 40 – Salvum fac populum
- WAB 41 – Tantum ergo, 1846 (1. Es-Dur, 2. C-Dur, 3. B-Dur, 4. As-Dur)
- WAB 42 – Tantum ergo, 1846 (D-Dur)
- WAB 43 – Tantum ergo, 1845/46
- WAB 44 – Tantum ergo, 1854/55
- WAB 45 – Te Deum
- WAB 46 – Tota pulchra es
- WAB 47 – Totenlied Nr. 1
- WAB 48 – Totenlied Nr. 2
- WAB 49 – Trauungslied
- WAB 50 – Veni creator spiritus
- WAB 51 – Vexilla regis
- WAB 52 – Virga Jesse
- WAB 53 – Vor Arneths Grab
- WAB 54 – Zur Vermählungsfeier

### Světská vokální hudba (WAB 55–95)
- WAB 55 – Der Abendhimmel, 1861/62 (As-Dur)
- WAB 56 – Der Abendhimmel, 1866 (F-Dur)
- WAB 57 – Abendzauber
- WAB 58 – Amaranths Waldeslieder
- WAB 59 – An dem Feste
- WAB 60 – Auf, Brüder, auf! Und die Saiten zur Hand
- WAB 61 – Heil, Vater! Dir zum hohen Feste!
- WAB 62 – Des Dankes Wort sei mir vergönnt
- WAB 63 – Das deutsche Lied
- WAB 64 – Du bist wie eine Blume
- WAB 65 – Das edle Herz, 1851
- WAB 66 – Das edle Herz, 1861
- WAB 67 – Festlied
- WAB 68 – Frühlingslied
- WAB 69 – Die Geburt
- WAB 70 – Germanenzug
- WAB 71 – Helgoland
- WAB 72 – Herbstkummer
- WAB 73 – Herbstlied
- WAB 74 – Das hohe Lied
- WAB 75 – Im April
- WAB 76 – Laßt Jubeltöne laut erklingen
- WAB 77 – Der Lehrerstand
- WAB 78 – Das Lied vom deutschen Vaterland
- WAB 79 – Mein Herz und deine Stimme
- WAB 80 – Mitternacht
- WAB 81 – Nachruf
- WAB 82 – Sängerbund
- WAB 83 – 2 Sängersprüche (1. D-Dur, 2. A-Dur)
- WAB 84 – Ständchen
- WAB 85 – Sternschnuppen
- WAB 86 – Tafellied
- WAB 87 – Träumen und Wachen
- WAB 88 – Trösterin Musik
- WAB 89 – Um Mitternacht, 1864
- WAB 90 – Um Mitternacht, 1866/1887
- WAB 91 – Vaterländisches Weinlied
- WAB 92 – Vaterlandslied
- WAB 93 – Vergißmeinnicht
- WAB 94 – Volkslied
- WAB 95 – 2 Wahlsprüche (1. A-Dur, 2. C-Dur)

### Orchestrální skladby (WAB 96–109)
- WAB 96 – Marsch
- WAB 97 – 3 Orchesterstücke
- WAB 98 – Ouvertüre
- WAB 99 – Sinfonie in f-moll
- WAB 100 – Sinfonie in d-Moll
- WAB 101 – 1. Sinfonie
- WAB 102 – 2. Sinfonie
- WAB 103 – 3. Sinfonie
- WAB 104 – 4. Sinfonie
- WAB 105 – 5. Sinfonie
- WAB 106 – 6. Sinfonie
- WAB 107 – 7. Sinfonie
- WAB 108 – 8. Sinfonie
- WAB 109 – 9. Sinfonie

### Komorní hudba (WAB 110–113)
- WAB 110 – Abendklänge
- WAB 111 – Streichquartett
- WAB 112 – Streichquintett
- WAB 113 – Intermezzo

### Hudba pro dechové nástroje (WAB 114–116)
- WAB 114 – Aequale
- WAB 115 – Apollo-Marsch
- WAB 116 – Marsch

### Klavírní skladby (WAB 117–124)
- WAB 117 – Erinnerung
- WAB 118 – Fantasie
- WAB 119 – Klavierstück
- WAB 120 – Lancier-Quadrille
- WAB 121 – Quadrille
- WAB 122 – Steiermärker
- WAB 123 – Stille Betrachtung an einen Herbstabend
- WAB 124 – 3 kleine Vortragsstücke (1. G-Dur, 2. G-Dur, 3. F-Dur)

### Varhanní skladby (WAB 125–131)
- WAB 125 – Fuge
- WAB 126 – Nachspiel
- WAB 127 – Präludium
- WAB 128 – 4 Präludien
- WAB 129 – Perger Präludium
- WAB 130 – Vorspiel
- WAB 131 – Vorspiel und Fuge

### Ztracená díla (WAB 132–135)
- WAB 132 – Litanei
- WAB 133 – Requiem
- WAB 134 – Salve Maria
- WAB 135 – Zigeuner-Waldlied

### Náčrtky (WAB 136–143)
- WAB 136 – Domine, ad adjuvandum me festina
- WAB 137 – Duetto
- WAB 138 – Liedentwurf
- WAB 139 – Messe in Es-Dur (nur "Kyrie")
- WAB 140 – Missa pro Quadragesima (ohne "Gloria" und "Credo")
- WAB 141 – Requiem (Fragment)
- WAB 142 – Sinfonie in B-Dur (Fragment)
- WAB 143 – Finale zur 9. Sinfonie (Fragment)

### Skladby s nejistým autorstvím (WAB 144–145)
- WAB 144 – Herz-Jesu-Lied
- WAB 145 – O du liebes Jesu Kind

### Dodatky (WAB 146–149)
- WAB 146 – Messe ohne Gloria (Kronstorfer Messe)
- WAB 147 – Motto
- WAB 148 – 2 Motti (1. C-Dur, 2. d-moll)
- WAB 149 – Aequale